# 5705 Ерікстеркен
5705 Ерікстеркен (5705 Ericsterken) — астероїд головного поясу, відкритий 21 жовтня 1965 року.
Тіссеранів параметр щодо Юпітера — 3,543.